# Janvier 1891

## Événements
- 1er janvier : prise de Nioro par le colonel Louis Archinard après le départ d’Ahmadou qui se replie au Macina et à Djenné.

- 4 janvier : Élections sénatoriales françaises de 1891

- 24 janvier : fondation à Bucarest par des professeurs et des étudiants d’une « Ligue culturelle pour tous les Roumains ».

- 31 janvier, Portugal : révolte républicaine à Porto.

## Naissances
- 6 janvier : Tim Buck, chef communiste († 11 mars 1973).
- 8 janvier : Bronislava Nijinska, danseuse et chorégraphe russe († 21 février 1972).
- 25 janvier : Marie Roserot de Melin, résistante et infirmière française († 6 mai 1962).
- 26 janvier :
  - Charles Journet, cardinal et théologien suisse († 15 avril 1975).
  - Wilder Penfield, neurologiste († 5 avril 1976).
- 28 janvier : Laurence Vail, romancier, poète, peintre et sculpteur français († 16 avril 1968).
- 29 janvier : Henri Van Lerberghe, coureur cycliste belge († 10 avril 1966).

## Décès
- 4 janvier :
  - François-Xavier-Antoine Labelle, religieux et promoteur de la colonisation des Laurentides au Québec (° 24 novembre 1833).
  - Pierre De Decker, écrivain et homme politique belge (° 25 janvier 1812).
- 8 janvier : Friedrich Techmer, phonéticien et linguiste allemand (° 14 septembre 1843).
- 11 janvier : Baron Eugène Haussmann, préfet de la Seine (° 27 mars 1809).
- 15 janvier : Jan Tysiewicz, peintre et illustrateur polonais (° 16 mai 1814).
- 16 janvier : Léo Delibes, compositeur (° 21 février 1836).
- 17 janvier : Henry du Boucher, paléontologue, minéralogiste et géologue français (° 18 juin 1835).
- 21 janvier : Calixa Lavallée, compositeur (° 28 décembre 1842).
- 22 janvier : Benjamin Constant Botelho de Magalhães, positiviste brésilien, avocat acharné de l’abolition de l’esclavage, du régime républicain, de la séparation de l’Église et de l’État (° 18 octobre 1836).
- 25 janvier : Théo Van Gogh, négociant d'art (° 1er mai 1857).
- 28 janvier : Felipe Poey, zoologiste cubain (° 26 mai 1799).
- 31 janvier : Jean-Louis-Ernest Meissonier, peintre français (° 21 février 1815).